# 上安松
上安松（かみやすまつ）は、埼玉県所沢市の大字。郵便番号は 359-0025。

## 地理
埼玉県所沢市南東部に位置し、松井地区に所属する。
周辺の牛沼 ･松郷 ･下安松 ･旭町 ･くすのき台 ･北秋津 ･東新井町、および東京都東村山市秋津町、清瀬市野塩と隣接する。
面積は約1.45 km2。地内は概ね住宅地と畑用地で、南端の都県境を柳瀬川が流れている。

### 河川
- 柳瀬川 - 橋梁：（上流側より）・よもぎ橋 ・松戸橋 ほか

### 地価
住宅地の地価は、2015年（平成27年）1月1日の公示地価によれば、上安松字二ツ塚1265番11の地点で16万1000円/m2となっている。

## 歴史
旧埼玉県入間郡上安松村。

### 沿革
- 1889年（明治22年）4月1日 - 町村制施行に伴い、上安松村、下安松村、下新井村、牛沼村が合併し、入間郡松井村の村域となる。
- 1943年（昭和18年）4月1日 - 松井村が所沢町・小手指村・山口村・吾妻村・富岡村と合併し、入間郡所沢町大字上安松となる。
- 1950年（昭和25年）- 所沢町が市制を施行、所沢市となる。
- 1986年（昭和61年）11月2日 - 区画整理実施により、南西部がくすのき台となり分離[8]。

## 世帯数と人口
2017年（平成29年）9月30日現在の世帯数と人口は以下の通りである。
| 大字   | 世帯数    | 人口     |
| ------ | --------- | -------- |
| 上安松 | 5,829世帯 | 12,942人 |

## 小・中学校の学区
市立小・中学校に通う場合、学区（校区）は以下の通りとなる。
| 番地                                   | 小学校             | 中学校             | 備考                               |
| -------------------------------------- | ------------------ | ------------------ | ---------------------------------- |
| 37〜44番地                             | 所沢市立安松小学校 | 所沢市立安松中学校 |                                    |
| 818番地 819番地 821番地 1215〜1411番地 | 所沢市立牛沼小学校 | 所沢市立東中学校   |                                    |
| その他                                 | 所沢市立松井小学校 | 所沢市立東中学校   | 1070番地は北秋津小学校へ区域外許可 |

## 交通

### 鉄道
- 西武鉄道
  - 西武池袋線
    - 秋津駅
    - かつて松井村時代に武蔵野鉄道東所沢駅が町内に存在したが1945年に休止となった。
- JR東日本
  - 武蔵野線 - 駅は当地内に存在しない。

### 道路
- 埼玉県道6号川越所沢線
- 市道「七曲り通り」
- 市道「所沢陸橋通り」 - 所沢陸橋

| 交差点 - 上安松 - 松井小学校入口 - 上安松東 | - 医療センター入口 - 所沢陸橋北 |

### バス
- 西武バス
  - 西武新宿線・西武池袋線所沢駅より清瀬駅・志木駅行きなどの路線バス
    - 市営住宅前 - 西武秋津団地 - 松井 - 上安松 - 東中学校入口 下車

## 人物
出身
- 宮崎吾朗（映画監督･建設コンサルタント）
- 草尾毅（声優）

在住
- 宮崎駿（映画監督）[10]

元在住
- 増岡弘（声優）- 生前まで上安松に在住。

## 文化財
- 脇差 銘 武州久米住人君万歳寿次 - 工芸品として所沢市指定文化財に指定されている[11]。

## 施設
教育･保育
- 所沢市立松井小学校
- 所沢市立安松保育園[12]
- 私立所沢第二文化幼稚園

公共

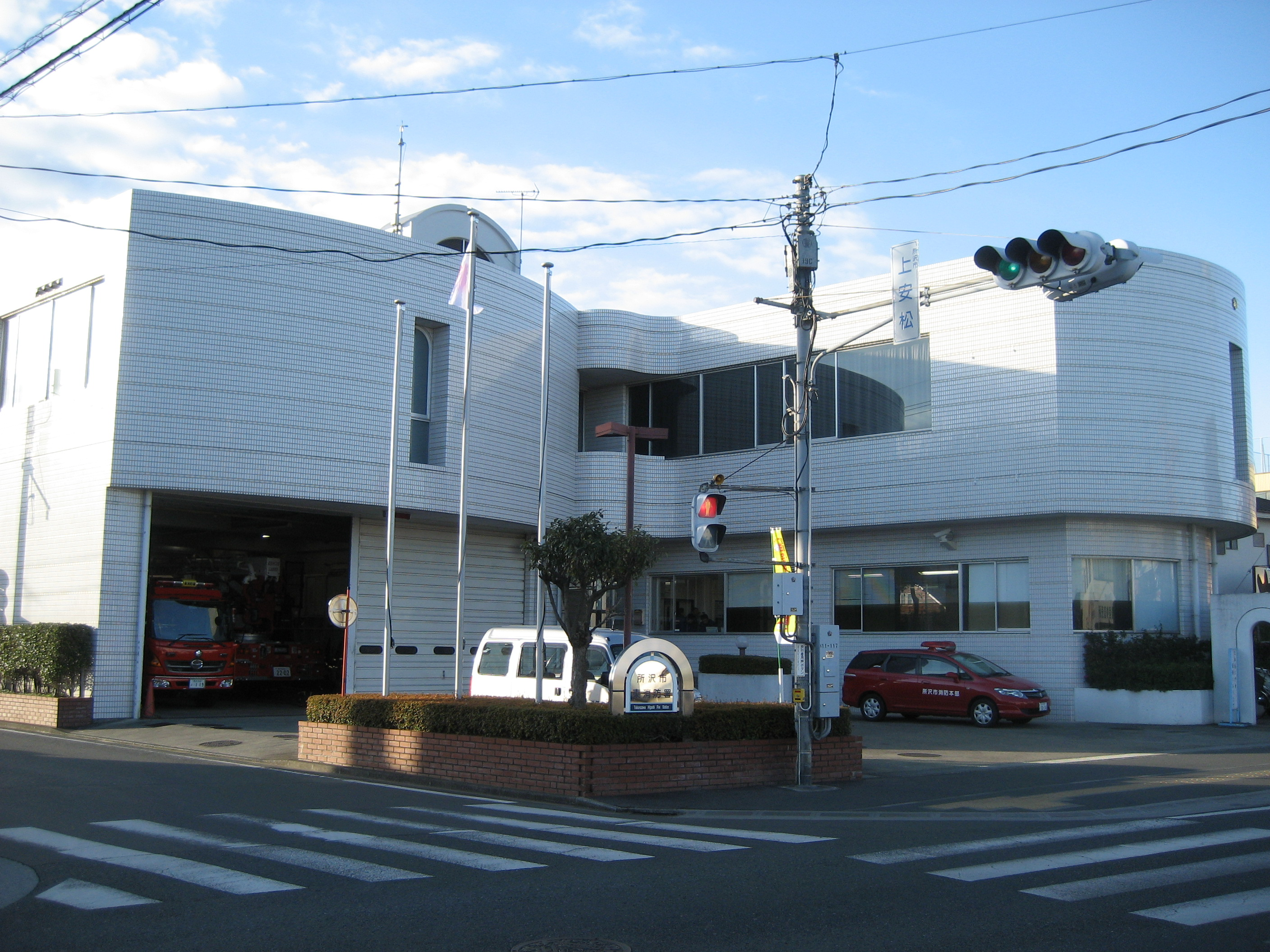
所沢東消防署（上安松交差点）

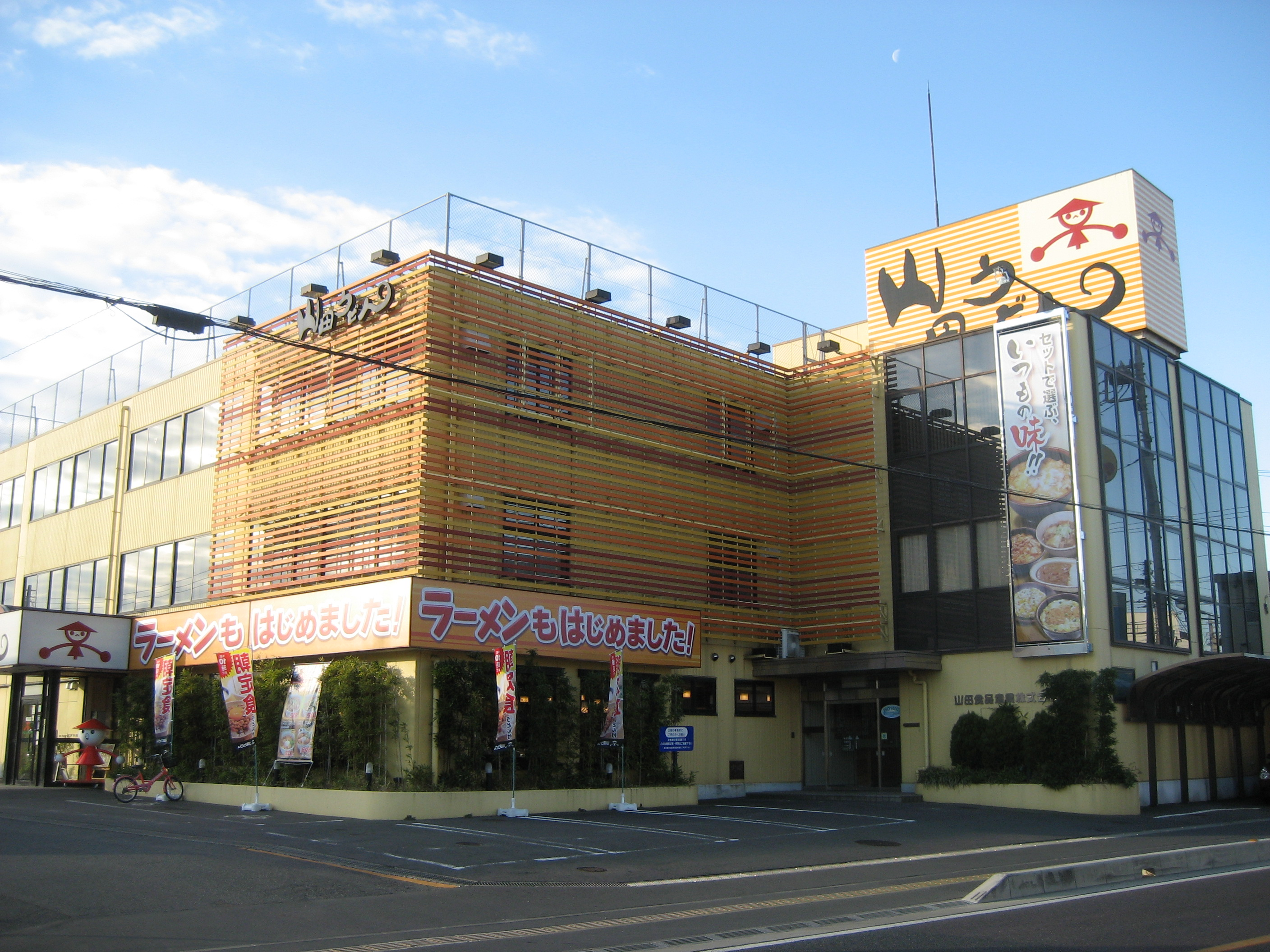
山田うどん本社

- 松井まちづくりセンター（公民館･市役所出張所）
- 埼玉西部消防組合所沢東消防署[* 1]
- 所沢警察署松井交番
- 所沢市市民医療センター
- 所沢年金事務所

公園・緑地
- 上安松中道公園
- 谷戸公園
- 篠山公園
- 篠山西緑地

寺社
- 霊源寺 - 単立の寺院
- 上安松地蔵尊[15] - 松戸橋北の辻に位置し、堂内に地蔵菩薩立像と馬頭観音坐像が安置されている。毎年11月23日勤労感謝の日に地蔵尊秋祭りがひらかれる。
- 稲荷神社

商業
- 山田うどん本店･本社